# Akaflieg Dresden D-B11
Die Akaflieg Dresden D-B11 Adebar ist ein doppelsitziges Segelflugzeug der studentischen Fliegergruppe Akaflieg Dresden in Faserverbundbauweise.

## Geschichte
Das D-B11-Projekt („Dresdener Baumuster“ oder „Dresdener Baunummer“) der Akademischen Fliegergruppe Dresden konkretisierte sich im November 2001. Ursprünglich als Ersatz für das in die Jahre gekommene Vereinsschulsegelflugzeug Bocian gedacht, entwickelte sich bald die Idee einer fliegenden Forschungsplattform. Um den Aufwand für die erst 1998 neugegründete Gruppe überschaubar zu halten, wollte man sich noch 2002 auf die Konstruktion der Tragflächen konzentrieren und den Side-by-Side-Rumpf D-43 der Akaflieg Darmstadt nachbauen. Nach Änderung des Konzepts wird nun die Tragfläche und das Leitwerk eines existierenden Doppelsitzers verwendet und sich auf die Rumpfkonstruktion konzentriert.
Der Bau des Rumpfurmodells begann Anfang 2006; 2010 konnten Negativformen abgenommen werden, in denen die Schalen eines Mock-Ups des Vorderrumpfes entstanden.

## Konstruktion
Die Tragflügel wurden vom Schempp-Hirth Duo Discus XL übernommen und leicht modifiziert. Um Sonden bis 2 m Länge, 1 kg Masse (10 kg in Rumpfnähe) und Außenlasten bis zu 60 kg für den Messflugbetrieb anbringen zu können, sind 10 Befestigungspunkte im Abstand von 1,50 m über die Spannweite verteilt vorgesehen. Handlochdeckel und Kabelkanäle erlauben das Verlegen von Leitungen im Flügelinneren, vorbereitete Druckmessbohrungen über den gesamten Flügelumfang die Untersuchung der Strömung um das Profil herum und in die Tragflächenstruktur integrierte Faser-Bragg-Gitter das Detektieren der tatsächlich bei Flugmanövern auftretender Dehnungen. Das könnte der Überarbeitung gängiger Lastannahmen dienen. Geplant ist der Bau eines weiteren „Messtragflächen“-Paares, um parallel zur Vorbereitung einer Flugmessung den Flugzeugrumpf in der Schulflugzeug-Rolle oder für den Streckenflug nutzen zu können.
Die Auslegung des Doppelsitzer-Rumpfes zielte auf ausreichend Stauraum für Messtechnik, Crashsicherheit und Cockpit-Ergonomie. Mittels dynamischer FEM-Analysen wurde der typische 45°-Aufprall auf den Boden mit einer Geschwindigkeit von 20 km/h simuliert. Die als Ergebnis entworfene CFK-Rumpfstruktur mit dem Haubenrahmen als wichtigem Bestandteil wird einem Belastungsversuch unterzogen. Die Sicht von beiden hintereinander angeordneten Sitzen ist für die Besatzung durch großformatige Hauben sehr gut.

## Technische Daten
| Kenngröße             | Daten            |
| --------------------- | ---------------- |
| Besatzung             | 2                |
| Länge                 | 9,20 m           |
| Spannweite            | 20 m             |
| Flügelfläche          | 16 m²            |
| Flügelstreckung       | 24               |
| Gleitzahl             | 45 (rechnerisch) |
| Geringstes Sinken     |                  |
| Leermasse             |                  |
| max. Startmasse       | 750 kg           |
| Flächenbelastung      | 30–45 kg/m²      |
| Höchstgeschwindigkeit |                  |